# Ауди Q6 е-трон
„Ауди Q6 е-трон“ (Audi Q6 e-tron) е модел електрически автомобили, компактни SUV (сегмент J/D) на германската марка „Ауди“, произвеждан от 2024 година в Германия и Китай.
Той е базиран на платформата PPE, предназначена за по-големите електрически модели на „Ауди“ и „Порше“ и използвана също от „Порше Макан EV“ в същия клас.